# آثار أقدام حواء

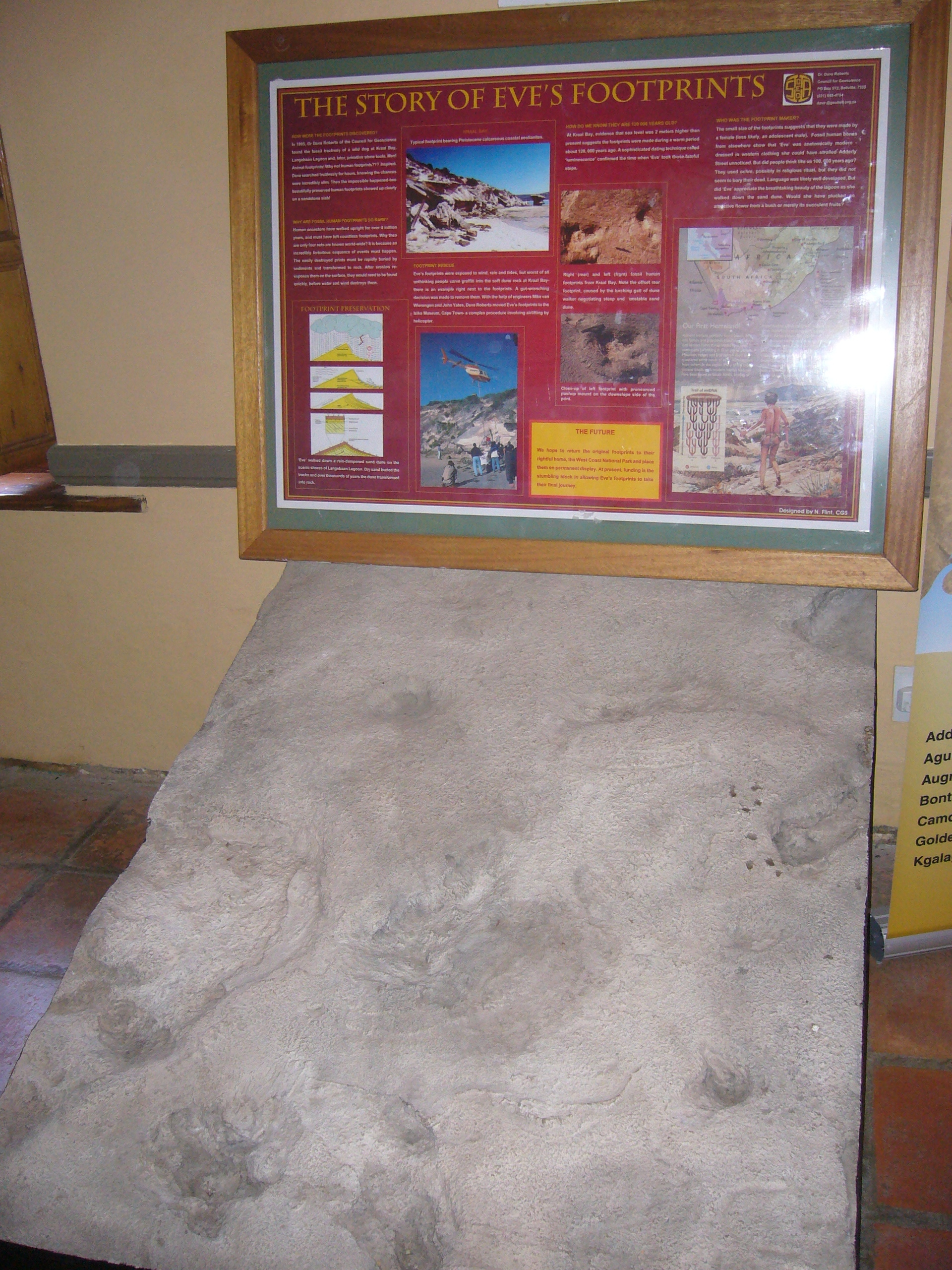

آثار أقدام حواء هو الأسم المشهور لمجموعة من آثار الأقدام المتحجرة المكتشفة على شاطيء لانجيبان لاكون، جنوب أفريقيا في عام 1995. يُعتقد أنهم لأنثى بشر وتم تقدير عمرها بحوالي 117,000 سنة. مما يجعلهم أقدم آثار أقدام معروفة لبشر عصري من الناحية التشريحية. هذا العمر المقدر لآثار أقدام حواء يعني أن الفرد الذي ترك تلك الآثار في التربة، يُعتقد بأنه كان أنثى، لكان قد عاش ضمن النطاق الواسع الحالي لتقديرات عمر حواء الميتوكوندرية.

## التاريخ
آثار الأقدام الثلاثة تم أيجادها في عام 1995 من قِبَل الجيولوجي ديفد روبرتس من مجلس علوم الأرض وأعلن خلال مؤتمر صحفي مع عالم الأنثروبولوجيا القديمة لي بريجر من جامعة ويتواترساند في جواهانسبورج، جنوب أفريقيا، في مجتمع ناشونال جيوغرافيك في واشنطن، دي سي، الولايات المتحدة الأمريكية. تم توثيق الاكتشاف في شهر أغسطس من عام 1997، في أصدار مجلة جنوب أفريقيا العلمية.
بيرجر وروبرتس يقولون بأن الآثار صُنعت على الكثبان الرملية خلال عاصفة مطرية عنيفة. موقع العثور عليهم كان جنوب غرب جنوب أفريقيا حوالي 60 إلى 70 ميلًا (حوالي 100 كيلومتر) شمال غرب كيب تاون في متنزه الساحل الغربي الوطني. تم العثور عليها في نتوء في حجر رملي على حافة لانجيبان لاكون قرب ساحل المحيط الأطلسي. آثار الأقدام هذه نُقلت إلى متحف جنوب أفريقيا في كيب تاون لأجل حمايتها وصُنعت نسخة طبق الأصل من الخرسانة ووُضعت على شواطيء لانجيبان.
صانعة آثار الأقدام هذه عاشت في وقت ظهور الهوموسابيان العصريين، أو الناس المشابهين تشريحيًا للبشر الموجودين في يومنا هذا. آثار الأقدام قياسها 8 إنش ونصف (22-26 سنتيمتر) طولًا وتُقارب في الحجم امرأة بقياس حذاء 7½ بالقياس الأمريكي والذي يعادل 6 بالقياس البرطاني و ½39 بالقياس الأوروبي. في طبعة قدم واحدة اصبع القدم الكبير، الكرة، القوس، والكعب مميزون بشكل واضح. يعتقد روبرتس أن الآثار تعود إلى أنثى قديمة بطول حوالي 1.5 5'3«) إلى (5'4». قال بأن المرأة التي صنعت هذه الآثار تشابه امرأة معاصرة.
أقل من ثلاث درزينات من أحافير أِشباه البشر من الفترة الزمنية 100,000 إلى 200,000 سنة مضت تم إيجادها. قال بيرجر، «طبعات الأقدام هذه هي آثار لأقدم البشر العصريين». روبرتس شرح أكثر بأن الرمل الناشف هب على أثار الأقدام المبللة وملأ الآثار. في النهاية تم دفنهم على عمق ما يقارب 9 أمتار (30 قدم) الرمل وأصداف البحر المرافقة له تصلبوا كالاسمنت إلى صخرة ترسبية وحَمَت آثار الأقدام.
قائد الفريق وجد لاحقًا أدلة على استعمال أداة من الحجر (أدوات لب، قاشطات، شفرات تقطيع، ورماح مدببة) في نفس المنطقة التي يُعتقد بأن عمرها يرجع لنفس الفترة. كان هنالك أدلة أيضًا على استعمال أكسيد الرصاص (المغرة)، مما قاد للاحتمالية المثيرة للاهتمام بأن «حواء» التي تواجدت قبل 117,000 سنة مضت قد كتانت تضع المسحوق الملون.